# Jungermannia amakawana
Jungermannia amakawana là một loài Rêu trong họ Jungermanniaceae. Loài này được Ajit P. Singh & V. Nath mô tả khoa học đầu tiên năm 2007.